# Protestas en Irán contra el uso obligatorio del hiyab
Las protestas en Irán contra el uso obligatorio del hiyab, denominadas como Chicas de la Calle Enghelab (persa: دختران خیابان انقلاب), son una serie de manifestaciones contra el uso del hiyab obligatorio en la República Islámica de Irán. La protesta fue inspirada por Vida Movahed, una mujer iraní conocida como la chica de la Calle Revolución Islámica (Enghelab Street en Inglés) que subió a una caja del sistema eléctrico en la calle y se quitó el hiyab y empezó a otear.

## Historia
Antes de la Revolución Islámica Iraní de 1979, durante el reinado de Mohammad Reza Pahlavi, el último Sha de Irán, el hiyab no era obligatorio, algunas mujeres iraníes en ese período usaban una especie de pañuelo en la cabeza o chador.
Después de la revolución islámica de 1979, el hiyab gradualmente se volvió obligatorio.  En 1979, Ruhollah Khomeini anunció que las mujeres deberían observar el código de vestimenta islámico; su declaración provocó manifestaciones que fueron satisfechas por las garantías del gobierno de que la declaración era solo una recomendación.  Hijab posteriormente se hizo obligatorio en el gobierno y las oficinas públicas en 1980, y en 1983 se hizo obligatorio para todas las mujeres. 
En 2018, el presidente Hassan Rouhani dio a conocer una encuesta realizada por el gobierno que reveló que el 49.8% de los iraníes estaban en contra del hiyab obligatorio u obligatorio [  El informe fue publicado por el Centro de Estudios Estratégicos, el brazo de investigación de la oficina del presidente iraní, y se tituló “Informe de la primera reunión especial hiyab en julio de 2014 en formato PDF.
El 2 de febrero de 2018, una encuesta realizada por el Centro de Estudios Internacionales y de Seguridad de Maryland (CISSM) mostró que unos pocos iraníes estaban de acuerdo con “cambiar el sistema político de Irán o relajar la estricta ley islámica”.
Irán es el único país del mundo que exige que las mujeres no musulmanas usen pañuelo en la cabeza, [ como es el caso en enero de 2018, una música china fue obligada a ponerse el pañuelo en medio de su concierto.

## Ley de laRepública Islámica de Irán
En la ley islámica de Irán impuesta poco después de la revolución islámica de 1979, el artículo 638 del quinto libro del Código Penal Islámico, que se llama sanciones y sanciones disuasorias, las mujeres que no usan un hiyab pueden ser encarceladas por diez días a dos meses y / o se requiere pagar multas de 50,000 hasta 500,000 riales.  Las multas se vuelven a calcular en los tribunales, ya que el valor de los riales iraníes disminuye cada año desde 1979.

El artículo 639 del mismo libro penal amplía la esfera de los delitos relacionados con la moralidad pública. Este artículo estipula que:
“Serán condenadas a entre uno y diez años de prisión las siguientes personas:
1. Quien establezca o dirija un lugar de inmoralidad o prostitución.
2. Quien facilite o aliente a otros a cometer actos de inmoralidad o prostitución.”

El artículo 639 del mismo libro dice que dos tipos de personas serán sentenciadas a un año a 10 años de prisión, primero una persona que establece o dirige un lugar de inmoralidad o prostitución, y una persona que facilita o alienta a las personas a cometer inmoralidad o prostitución.
Estas son algunas de las leyes bajo las cuales algunos manifestantes fueron acusados.

## Hechos
Vida Movahedi, al ver las protestas que, a finales del 2017, empezaban a esparcirse por Irán, decidió que ella también participaría. Los manifestantes criticaban al Gobierno por la falta de perspectivas económicas. Pero la batalla de esta mujer de 31 años era otra.
El 27 de diciembre del 2017, Movahedi subió a una caja del sistema eléctrico en la calle, se quitó el hiyab y, atándolo a un palo, empezó a ondearlo. Alguien colgó la escena en internet y, en pocos minutos, Movahedi fue detenida y liberada posteriormente, pero su acción ha sido imitada por más de sus compatriotas. 

### Hechos conocidos
Al menos 29 mujeres fueron sido detenidas por las fuerzas de seguridad iranís por sumarse a la ola de protestas contra la obligatoriedad de utilizar el hiyab, una prenda musulmana que cubre parcialmente la cabeza,
Shima Babaei (persa: شیما بابایی) activista de derechos humanos, fue una de las personas arrestadas el 1 de febrero de 2018 por quitarse el hijab frente a un tribunal.
Fotos y videos compartidos en las redes sociales mostraban a otra mujer representando la protesta de Movahed en la misma calle, Enghelab Street (Revolution Street), el 15 de febrero de 2018 fue identificada como Azam Jangravi (persa: اعظم جنگروی), videos muestran que la policía actuó agresivamente. De acuerdo con su última foto de Instagram, formaba parte de las mujeres iraníes Reformistas y Ejecutivos del Partido de la Construcción y no había recibido órdenes de nadie del interior ni de fuera del país, dijo que lo hizo para protestar contra el hiyab obligatorio.
El régimen iraní detuvo a Maedeh Hojabri, una joven Instagramer cuyo delito era sencillamente bailar sin hiyab. Había subido más de 300 vídeos interpretando danzas tradicionales y otras modernas. La periodista y activista iraní Alinejad Masih denunció en su cuenta la detención de Maedeh Hojabri y en pocas horas se había hecho viral lo que provocó un rechazo general a nivel internacional por esta acción del Gobierno de Irán
El 2 de noviembre de 2024, la universitaria Ahu Daryaei fue arrestada por pasearse en ropa interior frente a la Universidad Islámica Azad en Teherán

## Enlaces
- Esta obra contiene una traducción  derivada de «Girls of Enghelab Street» de Wikipedia en inglés, publicada por sus editores bajo la Licencia de documentación libre de GNU y la Licencia Creative Commons Atribución-CompartirIgual 4.0 Internacional.
- Nota del país de España